# Theory of a Deadman
Theory of a Deadman er et moderne rock band fra Vancouver i Canada. De har skrevet kontrakt med Nickelbacks Chad Kroeger og Roadrunner Records.
De udsendte albummet Theory of a Deadman 17. september 2002.
29. marts 2005 udgav Theory albummet Gasoline. Den første single er "No Surprise". Før udgivelsen af albummet, turnerede bandet sammen med Shinedown og No Address, og påbegyndte 1. marts en PR-turne med Breaking Benjamin og The Exies. Theorys popularitet er steget efter at man kunne høre flere af deres sange fra Gasoline  i computerspillet Fahrenheit (Indigo Prophecy) fra 2005 – deriblandt "Santa Monica" under spillets rulletekster.
Indenfor heavy metal genren, som ikke er deres egen, er Theory of a Deadman nok bedst kendt som det band Annihilator sangeren Dave Padden tidligere spillede i.
Bandet spillede temamelodien til World Wrestling Entertainments No Way Out 2006 pay-per-view, en coverversion af "Deadly Game" fra WWE Anthology albummet. Sangen vil blive udgivet på WWE Wreckless Intent albummet.
Bandet er at finde på Soundtracket til Transformers: Revenge Of The Fallen filmen, med nummeret 'Not Meant to Be', fra albummet Scars and Souvenirs

## Medlemmer
- Tyler Connolly – Sang og guitar
- Dave Brenner –  Guitar
- Dean Back – Bass
- Brent Fitz – Drums

## Diskografi
- Theory of a Deadman (2002)
- Gasoline (2005)
- Scars and Souvenirs (2008)

### Singler
- Nothing Could Come Between Us(2002)
- Make Up Your Mind (2003)
- No Surprise (2005)
- Santa Monica (2005)
- Hello Lonely (Walk Away From This) (2005)
- Better Off (2005)
- Since You've Been Gone (2006) – #57 CAN

## Eksterne links
- (engelsk) Officiel Webside Arkiveret 14. juli 2011 hos  Wayback Machine
- (engelsk) Interview med Theory of A Deadman Backstage på tourbussen (Video)